# Плетников, Юрий Константинович
Ю́рий Константи́нович Пле́тников (5 июня 1926, Брянск, СССР – 7 сентября 2013, Москва, Россия) — советский и российский философ

, специалист по социальной философии. Кандидат исторических наук (1954), доктор философских наук (1973), профессор (1976). Один из авторов «Атеистического словаря» и «Новой философской энциклопедии».

## Биография
Родился 5 июня 1926 года в Брянске в семье рабочих. Отец занимался административно-хозяйственной работой, а мать работала кассиром в магазине.
Во время Великой Отечественной войны в 1943 году, окончив 9 классов средней школы, ушёл воевать добровольцем на фронт, демобилизовавшись по состоянию здоровья в ноябре 1945 года в звании сержанта и командира радиоотделения.
В 1951 году окончил Московский юридический институт.
В 1954 году окончил аспирантуру Московского юридического института по кафедре марксизма-ленинизма и защитил диссертацию на соискание учёной степени кандидата исторических наук по теме «Ленинская теория перерастания буржуазно-демократической революции в революцию социалистическую и борьба Коммунистической партии Советского Союза за её осуществление».
В 1954–1968 годах – доцент кафедры марксизма-ленинизма и кафедры философии МГТУ имени Н. Э. Баумана.
В 1960 году присвоено учёное звание доцента.
В 1968–1975 годах — доцент кафедры исторического материализма философского факультета МГУ имени М. В. Ломоносова.
В 1972 году защитил диссертацию на соискание учёной степени доктора философских наук по теме «Природа социальной формы движения. Проблемы и направление исследования».
В 1974 году присвоено учёное звание профессора.
В 1975–1995 годах был руководителем Отдела актуальных проблем исторического материализма Института философии РАН, в рамках которого также являлся заведующим сектором общих проблем исторического материализма. В дальнейшем — старший научный сотрудник сектора социальной философии и антропологии Института философии АН СССР РАН. Также в 1987–1989 годах занимал должность заместителя директора Института философии АН СССР по научной работе.

## Общественно-политическая деятельность
Эксперт группы народных депутатов Верховного Совета Российской Федерации на процессе в Конституционном Суде по делу о проверке конституционности Указов Президента РФ о приостановлении деятельности КПСС и КП РСФСР.
Делегат II Чрезвычайного (восстановительного) съезда КПРФ.
Член президиума Центрального совета и сопредседатель общественной организации «Российские учёные социалистической ориентации».
Один из участников собрания и сопредседатель общественного объединения «В защиту коммунистов».

## Награды
- Орден Знак Почёта[3]
- Орден Отечественной войны II степени[3]
- Лауреат премии имени М. В. Ломоносова (1973) за монографию за «О природе социальной формы движения»[1][4].

## Научные труды

### Монографии
- Плетников Ю. К. О природе социальной формы движения. — М.: Издательство МГУ, 1971. — 247 с.
- Плетников Ю. К. Современные проблемы взаимодействия общества и природы. — М.: О-во "Знание" РСФСР, 1974. — 48 с. (В помощь лектору. Б-чка "Актуальные проблемы научно-технической революции"/ О-во "Знание" РСФСР. Науч.-метод. совет по пропаганде марксистско-ленинской философии).
- Воронович Б. А., Плетников Ю. К. Категория деятельности в историческом материализме. — М.: Знание, 1975. — 64 с. (Новое в жизни, науке, технике. Философия; 11).
- Марксистско-ленинская теория исторического процесса : Исторический процесс: действительность, материальная основа, первичное и вторичное / Ю. К. Плетников, Ю. И. Семёнов, Б. Т. Григорьян и др.; Редкол.: Ю. К. Плетников (отв. ред.) и др. — М.: Наука, 1981. — 463 с.
- Социализм: теория, практика, уроки / Н. И. Лапин, В. С. Семёнов, Ю. К. Плетников и др.; Отв. ред. Н. И. Лапин. — М.: Политиздат, 1990. — 298 с. ISBN 5-250-01347-3
- Плетников Ю. К. Будущее – социализм. Новые черты современной эпохи. — М.: Былина, 2000. — 127 с.
- Плетников Ю. К. Материалистическое понимание истории и проблемы теории социализма. — М.: Альфа-М, 2008. — 368 с.
- Плетников Ю. К. Собственность и богатство: интеллектуальная хроника раннего капитализма в Западной Европе / Российская акад. наук, Ин-т философии. — М.: Прогресс-Традиция, 2014. — 255 с. ISBN 978-5-89826-433-8

### Статьи
на русском языке
- Плетников Ю. К. Послесловие // Эйххорн В., Бауэр А., Кох Г. Диалектика производительных сил и производственных отношений / Пер. с нем. В. А. Алексеева; Послесл. д-ра филос. наук Ю. К. Плетникова. — М.: Прогресс, 1977. — 222 с.
- Плетников Ю. К. Теория общественных отношений: сущность и актуальные проблемы // Социологические исследования. — 1978. — № 2.
- Плетников Ю. К. Современное состояние и перспективы взаимодействия общества и природы // Социологические исследования. — 1979. — № 1.
- Плетников Ю. К. О соотношении предмета труда и производительных сил // Вопросы философии. — 1981. — № 4.
- Плетников Ю. К. Проблемы диалектики объективного и субъективного в общественной жизни // Материалистическая диалектика — методология естественных, общественных и технических наук. — М., 1983.
- Плетников Ю. К. Проблема начала в построении системы категорий исторического материализма // Категории исторического материализма. — София, 1984.
- Плетников Ю. К. Формационные ступени общественного развития // Проблемы переходного периода и переходных общественных отношений. — М., 1986.
- Плетников Ю. К. Исторический материализм и диалектика общественного развития // Диалектика общественного развития. — М., 1987.
- Плетников Ю. К. На пути перестройки: диалектика производительных сил и производственных отношений // Вопросы философии. — 1987. — № 5.
- Плетников Ю. К. Диалектико-материалистический анализ общественных отношений // Маркс. Философия. Современность. — М., 1988.
- Плетников Ю. К. Спорить — значит искать истину // Деятельность: теория, методология, проблемы. — М., 1990.
- Плетников Ю. К. Власть и собственность // Социальная философия в конце XX века. — М., 1991.
- Плетников Ю. К. Против старого и нового догматизма // Марксизм: pro и contra. — M., 1992.
- Плетников Ю. К. Смешанная экономика: труд, собственность, человек // Свободная мысль. — 1994. — № 4.
- Плетников Ю. К. Самоотрицание капитализма // Обозреватель — Observer. — 1997. — № 5-6.
- Плетников Ю. К. Формационная и цивилизационная триада // Свободная мысль. — 1998. — № 3.
- Плетников Ю. К., Платонов Г. В. Глобалистика как наука (Рец. на кн.: Федотов А. П. Введение в глобалистику. Наброски теории современного мира. М.: Изд. ТОО «СИМС», «Слово», 1997. 128 с.) // Вестник Московского университета. Сер.7. Философия. 1998. № 4. С. 109—112.
- Плетников Ю. К. Формационная и цивилизационная триады К. Маркса // Карл Маркс и современная философия. — М.: ИФ РАН, 1999. — С. 127-144.
- Плетников Ю. К. Историческая тенденция самоотрицания капитализма // Диалог. — 2000. — № 12. — С. 38–43.
- Плетников Ю. К. Полный социализм как бесклассовое общество // Политическое просвещение. — 2002. — № 5. — С. 70–85.
- Плетников Ю. К. Социалистическая альтернатива капитализма // Политическое просвещение. — 2005. — № 3. — С. 150–156.
- Плетников Ю. К. Заметки, оченки, суждения (о книге В. В. Трушкова «Реставрация капитализма в России») // Политическое просвещение. — 2005. — № 1.
- Плетников Ю. К. «Манифест Коммунистическкой партии» К. Маркса и Ф. Энгельса и современные противоборства труда и капитала // Марксизм и будущее цивилизации. — Т. 1. — М.: ИФ РАН, 2006.
- Плетников Ю. К. Социализация капитала: проблемы и перспективы // Социологические исследования. — 2007. — № 12.
- Плетников Ю. К. Формации общественные // Новая философская энциклопедия / Ин-т философии РАН; Нац. обществ.-науч. фонд; Предс. научно-ред. совета В. С. Стёпин, заместители предс.: А. А. Гусейнов, Г. Ю. Семигин, уч. секр. А. П. Огурцов. — 2-е изд., испр. и допол. — М.: Мысль, 2010. — ISBN 978-5-244-01115-9.

на других языках
- Western and Russian Historiography: recent views // A Philosophical Interpretation of the Historical Process: An Instance of Substantiation of the Marxist Approach. Scholarly and Reference Division. — New York: St. Martin’s Press, 1993. — P. 138–157.